# Hwang Ji-man
Hwang Ji-man (født 8. juli 1984) er en sydkoreansk badmintonspiller. Hans største internationale resultat, var da han repræsenterede Sydkorea under Sommer-OL 2008 i Beijing, Kina og vandt en bronzemedalje sammen med Lee Jae-jin.  